# روجر كاريه
روجر كاريه (بالفرنسية: Roger Carré)‏ (14 يناير 1921 روبيه فرنسا - 2 نوفمبر 1996 فرنسا) هو لاعب كرة قدم فرنسي سابق كان يلعب كلاعب وسط.

## روابط خارجية
- روجر كاريه على موقع قاعدة بيانات كرة القدم.إي يو (الإنجليزية)
- روجر كاريه على موقع ناشيونال فوتبول تيمز (الإنجليزية)
- روجر كاريه على موقع عالم كرة القدم.نت (الإنجليزية)